# Brock Peters
Pour les articles homonymes, voir Peters.
Brock Peters, né George Fisher est un acteur américain, né le 2 juillet 1927 à New York et mort le 23 août 2005 à Los Angeles en Californie des suites d'un cancer du pancréas.

## Biographie
Il devient célèbre grâce à son rôle dans le film Du silence et des ombres (To Kill a Mockingbird) en 1962 de Robert Mulligan. Il y joue un noir accusé du viol d'une femme blanche en Alabama dans les années 1930.
Il débuta à Hollywood dans des seconds rôles et a joué dans une cinquantaine de films et à la télévision. Il est notamment apparu dans Porgy and Bess d'Otto Preminger en 1959, dans le rôle de l'Admiral Cartwright dans Star Trek 4 : Retour sur Terre et Star Trek 6 : Terre inconnue, et a interprété le rôle de Joseph Sisko, père du capitaine Benjamin Sisko dans plusieurs épisodes de la série Star Trek: Deep Space Nine.

## Filmographie

### Cinéma
- 1954 : Carmen Jones : sergent Brown
- 1959 : Porgy and Bess d'Otto Preminger : Crown
- 1962 : Du silence et des ombres (To Kill a Mockingbird) de Robert Mulligan : Tom Robinson
- 1962 : La Chambre indiscrète (The L-Shaped Room) de Bryan Forbes : Johnny
- 1963 : Heavens Above! : Matthew Robinson
- 1964 : Le Prêteur sur gages de Sidney Lumet : Rodriguez
- 1965 : Major Dundee : Aesop
- 1967 : L'Incident (The Incident) : Arnold Robinson
- 1968 : Syndicat du meurtre : Waterpark
- 1968 : Daring Game (en) : Jonah
- 1968 : Les Quatre de l'Ave Maria d'Alf Kjellin : Thomas
- 1969 : Le Clan des McMasters d'Alf Kjellin : Benjie
- 1972 : Black Girl : Earl
- 1973 : Soleil vert (Soylent Green) de Richard Fleischer : chef Hatcher
- 1973 : L'Exécuteur noir (Slaughter's Big Rip-Off) de Gordon Douglas : Reynolds
- 1973 : Lost in the Stars : Stephen Kumalo
- 1975 : La trahison se paie cash (en) (Framed) : Sam Perry
- 1976 : Un tueur dans la foule (Two-Minute Warning) de Larry Peerce : Paul
- 1978 : Abe Lincoln: Freedom Fighter : Henry
- 1984 : Star Trek 4 : Retour sur Terre : amiral Cartwright
- 1991 : Star Trek 6 : Terre inconnue de Nicholas Meyer : amiral Cartwright
- 1991 : Alligator 2 : La Mutation (Alligator II: The Mutation) de Jon Hess : chef Speed
- 1992 : The Importance of Being Earnest : Dr Chasuble
- 1996 : Les fantômes du passé : Walter Williams
- 1998 : Park Day : Heseeit Turner
- 2002 : The Last Place on Earth : Jack Field
- 2002 : No Prom for Cindy (court-métrage) : Docteur
- 2002 : La Famille Delajungle, le film : Jomo (voix)
- 2006 : Borg War : général Mi'Qoch (voix)

### Télévision
- 1960 : Aventures dans les îles (série télévisée) : Nicholas
- 1963 : Sam Benedict (en) (série télévisée) : Frank Elton
- 1963 : The Great Adventure (en) (série télévisée) : Joe Bailey
- 1964 : The Eleventh Hour (en) (série télévisée) : Dennis Packsey
- 1964 : The Nurses (série télévisée) : Fox
- 1964 : Daniel Boone (série télévisée) : Pompey
- 1965 : Rawhide (série télévisée) : Phinn Harper
- 1965 : The Loner (en) (série télévisée) : Lemuel Stove
- 1966 : The Trials of O'Brien (série télévisée) : Isadore Jaconey
- 1966 : Match contre la vie (série télévisée) : lieutenant Wallace
- 1966 : Annie, agent très spécial (série télévisée) : King M'Bala
- 1966 : As the World Turns (série télévisée) : Dr Bellows #1
- 1967 : Mission impossible (série télévisée) : Walter DuBruis
- 1967 : Tarzan (série télévisée) : M'Kone
- 1967 et 1969 : Judd for the Defense (série télévisée) : Jessie Aarons / Marcel Nburo
- 1968 : Opération vol (série télévisée) : Chak
- 1969 : Brigade criminelle (série télévisée) : Marcel Nburu
- 1969 : Les Bannis (série télévisée) : Ben Pritchard
- 1969 et 1973 : Gunsmoke (série télévisée) : Cato / Jesse Dillard
- 1970 : Mannix (série télévisée) : Sonny Carter
- 1970 : Le Virginien (The Virginian) (série télévisée) : Ivers
- 1971 : Longstreet (série télévisée) : Danny
- 1971 : The Bold Ones: The New Doctors (série télévisée) : John Goodman
- 1971 : La Nouvelle Équipe (série télévisée) : Johnny Pell
- 1971 : Night Gallery (série télévisée) : Logoda
- 1972 : Welcome Home, Johnny Bristol (téléfilm) : Berdahl
- 1972 : O'Hara, U.S. Treasury (série télévisée) : Jess Florian
- 1974 : Les Rues de San Francisco (The Streets of San Francisco) (série télévisée) : Jacob Willis/Earl Barnes
- 1974 : Un shérif à New York (série télévisée) : DDT
- 1975 : Médecins d'aujourd'hui (série télévisée) : James Rosemont
- 1975 : Baretta (série télévisée) : John Shockley / Judson B. Taylor
- 1976 : Police Story (série télévisée) : sergent Bagney
- 1976 : Jigsaw John (série télévisée) : Vic Boylin
- 1977 : Seventh Avenue (série télévisée) : sergent Rollins
- 1977 : SST: Death Flight (téléfilm) : Dr Ralph Therman
- 1978 : Black Beauty (mini-série) : Mr. Carmichael
- 1978 : Disney Parade (série télévisée) : Zechariah
- 1978 : The Million Dollar Dixie Deliverance (téléfilm) : Zechariah
- 1978 : Super Jaimie (série télévisée) : Jack Stratton
- 1978 : Quincy (série télévisée) : Dr Frank Matthews
- 1979 : The Incredible Journey of Doctor Meg Laurel (en) (téléfilm) : Joe
- 1979 : Galactica (série télévisée) : Solon
- 1979 : Racines 2 (série télévisée) : Ab Decker
- 1981 : The Adventures of Huckleberry Finn (téléfilm) : Jim
- 1983 : A Caribbean Mystery (téléfilm) : Dr Graham
- 1984 : Les Feux de l'amour (The Young and the Restless) (série télévisée) : Frank Lewis
- 1984 - 1985 : Le Défi des gobots (série télévisée) : général Newcastle (voix)
- 1985 : Galtar et la Lance d'or (série télévisée) : Tormack
- 1985 : Magnum (série télévisée) : président Kole
- 1986 : Arabesque (Murder She Wrote) (série télévisée) : Thornton Bentley
- 1986 : Le Cheval de feu (Wildfire) (série télévisée) : Thunderbolt (voix)
- 1987 : Cagney et Lacey (série télévisée) : Mr. Higgins
- 1987 : La Bande à Picsou (série télévisée) : un druide (voix)
- 1988 : Broken Angel (téléfilm) : sergent Mercurio
- 1988 : To Heal a Nation (téléfilm) : Paul Turner
- 1989 : Polly (téléfilm) : Mr. Pendergast
- 1990 : Gravedale High (série télévisée) : Boneyard (voix)
- 1990 : Le Grand Tremblement de terre de Los Angeles (téléfilm) : David Motubu
- 1991 - 1993 : Le Tourbillon noir (The Pirates of Dark Water) (série télévisée) : Bloth (voix)
- 1992 : You Must Remember This (téléfilm) : Gus
- 1992 : Highway Heartbreaker (téléfilm) : Bert Quinn
- 1992 : The Secret (téléfilm) : Thurgood 'Oncle T.' Carver III
- 1992 - 1994 : Batman (série télévisée) : Lucius Fox (Voix)
- 1993 - 1994 : SWAT Kats: The Radical Squadron (série télévisée) : Dark Kat (voix)
- 1994 : Cosmic Slop (série télévisée) : ministre Coombs
- 1994 : L'As de la crime (série télévisée) : Abraham Wilkerson
- 1995 : Le Baron (série télévisée) : le roi Aschwinda
- 1996 - 1998 : Star Trek: Deep Space Nine (série télévisée) : Joseph Sisko/Prêcheur
- 1997 : Le Caméléon (série télévisée) : Henry Cockran
- 1997 : Spicy City (en) (série télévisée) : Bird (voix)
- 2001 : Samouraï Jack (série télévisée) : Lazzo (voix)
- 2001 : La Légende de Tarzan (série télévisée) : Usula
- 2002 : 10000 Black Men Named George (téléfilm) : Leon Frey
- 2002 : The Locket (téléfilm) : Henry McCord
- 2003 : Static Choc (série télévisée) : Morrsi Grant/Soul Power (voix)
- 2005 : JAG (série télévisée) : Paul Revere